# Hiroshi Abe (acteur)
Pour les articles homonymes, voir Hiroshi Abe et Abe.
Hiroshi Abe (阿部寛, Abe Hiroshi), né à Yokohama le 22 juin 1964, est un acteur japonais.

## Biographie
Il débute comme mannequin, puis commence une carrière d'acteur en 1988. Il a notamment été le héros de la série japonaise Trick aux côtés de Yukie Nakama, et dans le film du même nom. 

## Filmographie

### Cinéma

#### Années 1980
- 1989 : Yawara! : Kosaku matsuda

#### Années 1990
- 1990 : Saga of the Phoenix : Kujaku
- 1993 : Pro Golfer Oribê Kinjirô : Sakurako's Brother
- 1993 : Ringu ringu ringu: Namida no chanpion beruto : Kameda
- 1994 : Kyouju Luger P08
- 1994 : Osaka Gokudo Senso: Shinoidare : Tadao Shimamoto
- 1994 : Pro Golfer Oribê Kinjirô 2 : Sakurako's brother
- 1994 : Rampo : Singer
- 1994 : Yamato Takeru : Tsukiyomi
- 1995 : Hitodenashi no koi
- 1995 : Pro Golfer Oribê Kinjirô 3 : Sakurako's brother
- 1996 : Kaze no katami
- 1996 : Pro Golfer Oribê Kinjirô 4 : Sakurako's brother
- 1996 : Sanctuary: The Movie : Asami Chiaki
- 1997 : Moon Over Tao: Makaraga : Hayate
- 1998 : Furenchi doressingu : Mr. Murai
- 1998 : Pro Golfer Oribê Kinjirô 5 : Sakurako's brother
- 1999 : Godzilla 2000 : Mitsuo Katagiri

#### Années 2000
- 2000 : Crazy Lips : Narimoto
- 2000 : Dong jing gong lüe : Takeshi Ito
- 2000 : Shiawase kazoku keikaku : Tetsuo
- 2000 : Yasha
- 2001 : Antique
- 2001 : Chi wo sû uchû : FBI Agent
- 2001 : Puratonikku sekusu : Hideyuki Ishikawa
- 2001 : Rush! : Andô
- 2002 : Trick : Jiro Ueda
- 2003 : Black Jack ni yoroshiku : Naoki shoji
- 2003 : Kantoku kansen
- 2004 : Amemasu no kawa : Shiro Takakura
- 2004 : Hana to Arisu : Alice's Mother's Companion
- 2004 : Koibito wa sunaipâ: Gekijô-ban : Shogo Jinguji
- 2004 : Survive Style 5+ : Aoyama, the Hypnotist
- 2005 : Hasami otoko : Horinouchi
- 2005 : Kidan : Reijirou Hieda
- 2005 : Onna no ichidaiki : Shinbo Kosugi
- 2005 : Tetsujin niju-hachigo
- 2005 : Ubume no natsu : Reijiro Enokizu
- 2006 : Ajiantamu burû : Ryuji Yamazaki
- 2006 : Baruto no gakuen : Iko
- 2006 : Ken 1 - L'ère de Raoh : Kenshirô (voice)
- 2006 : Siren : Kei Tsuchida
- 2006 : Trick: The Movie 2 : Jiro Ueda
- 2007 : Baburu e go!! Taimu mashin wa doramu-shiki : Isao Shimokawaji
- 2007 : Densen Uta : Jake Hôjô
- 2007 : Hero : Mitsugu Shibayama
- 2007 : Hokuto no Ken: L'Héritier du Hokuto : Kenshiro (voice)
- 2007 : Jigyaku no uta : Isao Hayama
- 2007 : Môryô no hako : Reijiro Enokizu
- 2007 : Taitei no ken : Genkuro Korozu
- 2008 : Aoi tori : Mr. Murauchi
- 2008 : Chocolate : Masashi
- 2008 : Chîmu bachisuta no eikô : Keisuke Shiratori
- 2008 : Kakushi toride no san akunin : Rokurota
- 2008 : Shin Kyûseishu densetsu Hokuto no Ken - Kenshirô den : Kenshiro (voice)
- 2008 : Still Walking (歩いても 歩いても, Aruitemo aruitemo) de Hirokazu Kore-eda : Ryota Yokoyama
- 2009 : Jeneraru rûju no gaisen : Keisuke Shiratori

#### Années 2010
- 2010 : Gekijouban Trick: Reinouryokusha batoru roiyaru : Jiro Ueda
- 2010 : Shikeidai no erebêtâ : Tokito Takahiko
- 2011 : Bokutachi wa sekai o kaeru koto ga dekinai. But, we wanna build a school in Cambodia. : Prof. Kondo
- 2011 : I Wish, nos vœux secrets (奇跡, Kiseki) de Hirokazu Kore-eda : Mamoru Sakagami, un professeur
- 2011 : Kirin no tsubasa: Gekijouban Shinzanmono : Kaga
- 2011 : Memories Corner : Kenji
- 2011 : Isoroku (聯合艦隊司令長官 山本五十六, Rengō kantai shirei chōkan: Yamamoto Isoroku?) d'Izuru Narushima : Tamon Yamaguchi
- 2011 : Sutekina kanashibari
- 2011 : Tengoku kara no êru : Hikaru ohshiro
- 2012 : Going My Home : Ryota / Ryota Tsuboi
- 2012 : Karasu no oyayubi : Take
- 2012 : Terumae romae : Lucius
- 2013 : Tsuya no yoru
- 2014 : Fushigi na misaki no monogatari
- 2014 : Terumae romae II : Lucius
- 2014 : The Trick Movie: The Last Stage
- 2014 : Zakurozaka no adauchi : Naokichi
- 2015 : Shitamachi Rocket
- 2016 : Après la tempête (海よりもまだ深く, Umi yori mo mada fukaku) de Hirokazu Kore-eda : Shinoda Ryōta
- 2016 : Everesuto: Kamigami no itadaki : Joji Habu
- 2016 : Koisaika Miyamoto : Yohei Miyamoto
- 2016 : Shippû rondo
- 2016 : Suniffâ: Kyûkaku sôsakan
- 2017 : Kûkai
- 2017 : Umibe no Ria
- 2017 : Legend of the Demon Cat : Abe no Nakamaro
- 2018 : The Crimes That Bind : Kyoichiro Kaga
- 2018 : Kita no sakuramori
- 2018 : Nomitori samurai

#### Années 2020
- 2020 : Mamorarenakatta Monotachi e
- 2020 : Hokusai : Juzaburo Tsutaya

### Télévision

#### Séries télévisées
- 1992 : Chiroru no banka
- 1997 : Bancha mo debana
- 1997 : Narita rikon
- 1998 : Happy Mania : Hideki
- 1999 : Omizu no hanamichi : Hitoshi
- 1999 : Ren'ai kekkon no rûru
- 1999 : Shuumatsukon : Jun Ohmori
- 2000-2003 : Trick : Ueda Jiro / Jiro Ueda / Professor Jiro Ueda
- 2001 : Dekichatta kekkon : Eitaro Kawaguchi
- 2001 : Ex-Lover : Hayato Kitazawa
- 2001 : Hero : Mitsugu Shibayama
- 2002 : Mai ritoru shefu : Kensaku Tachibana
- 2002 : Mayonaka no ame : Shunsuke Izumida
- 2002 : Tokumei Research 200X: II : Ryô Ôsawa
- 2002 : Trick 2 : Jiro Ueda
- 2003 : Egao no housoku : Reijiro Sakurai
- 2003 : Musashi : Gion Touji
- 2003 : Trick 3 : Jiro Ueda
- 2004 : Attohômu daddo : Yamamura Kazuyuki
- 2005 : Dragon Zakura
- 2005 : Yoshitsune : Taira no Tomomori (Kiyomori's 4th son)
- 2006 : Kekkon dekinai otoko (結婚できない男?) : Kuwano Shinsuke
- 2008 : Change : Katsutoshi Nirasawa
- 2009 : Shiroi haru : Sakura Haruo
- 2009 : Tenchijin : Kenshin Uesugi
- 2009-2011 : Cinemaholic : Lui-même
- 2009-2011 : Saka no ue no kumo : Yoshifuru Akiyama
- 2010 : Shinzanmono : Kyoichiro Kaga
- 2012-2016 : Bokura no jidai : Lui-même
- 2013-2017 : Tetsuko no heya : Lui-même
- 2014 : Waratte iitomo! : Lui-même

#### Téléfilms
- 2005 : Chiisana untenshi: Saigo no yume
- 2006 : Harukanaru yakusoku : Yasaburo
- 2007 : Tengoku to jigoku
- 2010 : All Star kanshasai 2010 haru: Chôgôka! Kuizu ketteiban : Lui-même
- 2011 : Akai yubi : Kyoichiro Kaga
- 2011 : Shiawase no kiiroi hankachi : Shima Yusaku
- 2011 : Sutekina kakushi dori -kanzen muketsu no concierge-
- 2014 : Nemuri no mori : Kyoichiro Kaga
- 2014 : Trick shinsaku special 3 : Jiro ueda
- 2015 : Hero: Special
- 2015 : Sengo 70-nen: Ichiban densha ga hashitta
- 2015 : Yo ni mo Kimyô na Monogatari Spring 2015